# Ils ont échangé mon enfant
Pour plus de détails, voir Fiche technique et Distribution.
Ils ont échangé mon enfant est un téléfilm franco-belge en deux parties réalisé par Agnès Obadia diffusé pour la première fois le 15 octobre 2018 sur TF1 et basé sur l'histoire vraie de Sophie Serrano.
Le téléfilm est une coproduction d'En voiture Simone, TF1, Be-Films et la RTBF (télévision belge).

## Synopsis
Sophie Serrano apprend que sa fille Manon de 10 ans a été échangée à la maternité avec un autre enfant. Elle décide de retrouver son enfant biologique, ainsi que les vrais parents de Manon.

## Fiche technique
- Réalisation : Agnès Obadia[2]
- Scénario : Pierre Pernez et Solen Roy-Pagenault, d'après Ils ont échangé mon enfant de Sophie Serrano
- Musique : Gilles Facerias
- Producteurs : Laurent Ceccaldi et Caroline Solanillas
- Sociétés de production : En voiture Simone, TF1, Be-Films et la RTBF (télévision belge)[2]
- Pays de production :  France,  Belgique
- Durée : 2 x 52 minutes[2]
- Genre : Drame, fait divers
- Date de diffusion : 15 octobre 2018 sur TF1

## Distribution
Sauf indication contraire, les informations mentionnées dans cette section peuvent être confirmées par la base de données cinématographiques IMDb,  présente dans la section « Liens externes ».
- Julie de Bona : Sophie Serrano
- Agustín Galiana : Hugo
- Sonia Rolland : Corinne Payet
- Stéphan Guérin-Tillié : Jean-Marc Payet
- Charline Emane : Manon Serrano
- Maïa Quesemand : Mathilde Payet
- Patrick Descamps : Capitaine Leguen
- Isabelle de Hertogh : Madame Kretz
- Anne Le Ny : Maître Maurel
- Stéphane Grossi : Jacky
- César Méric : David
- Amandine Chauveau : Infirmière

## Origine du scénario
L'histoire est basée sur le livre de Sophie Serrano qui raconte sa propre histoire. Alors que sa fille a dix ans, elle apprend que l'enfant qu'elle élève n'est en réalité pas sa fille biologique. Elle a, en effet, été échangée avec la fille d'un autre couple dans une maternité privé de Cannes. Vingt ans après la naissance des deux filles, les familles ont obtenu 2 millions d'euros de dédommagement. Pour préparer le tournage, Julie de Bona a rencontré la femme à qui elle prête ses traits.

## Tournage
Le téléfilm a été tourné entre le 23 avril et le 30 mai 2018 dans la région d'Angoulême et plus spécifiquement à Gardes-le-Pontaroux, Villebois-Lavalette, La Rochefoucauld et Nersac,. Une partie du tournage s'est déroulé en présence de Sophie Serrano, interprétée à l'écran par Julie de Bona.

## Audience
Lors de sa première diffusion, le 15 octobre 2018, le téléfilm a réuni 5 159 000 téléspecteurs en France, soit 21,3 % de part d'audience. La deuxième partie a conservé 4 950 000 téléspectateurs, soit 23,7 % de part d'audience dont 27 % des ménagères, s'installant ainsi à la première place, devant L'amour est dans le pré.

## Accueil critique
Télé 7 jours salue « l'interprétation bouleversante de Julie de Bona en mère aimante et déterminée » mais aussi celle de la jeune Charline Balu-Emane.
Interprétation également saluée par Le Parisien : « Julie de Bona met toute sa force et sa sensibilité dans le personnage de cette mère si fusionnelle avec sa fille Manon, 11 ans ».
Télé-Loisirs parle de « fiction poignante [...] très bien interprétée par Julie de Bona, à la fois solaire et bouleversante, et par la jeune Charline Balu-Emane ».
Après avoir qualifié le casting de « 5 étoiles », Moustique résume son appréciation du téléfilm en un seul mot : « bouleversant ».
Télérama se veut beaucoup plus critique : « Beaucoup trop de scènes tire-larmes dans ce téléfilm longuet »